# Danilo Arbilla
Danilo Arbilla Frachia (Casupá, Florida, 7 de febrero de 1943) es un periodista y empresario uruguayo. Fue presidente de la Sociedad Interamericana de Prensa y director del Centro de Difusión e Información de la Presidencia de Uruguay. Hasta 2009 fue director del Semanario Búsqueda.

## Trayectoria periodística
Trabajó como periodista y columnista en los medios: Impulso, Hechos, La Mañana, Opinar, Correo de los Viernes y Hoy. Como corresponsal y columnista escribió en El Carabobeño y El Nacional de Venezuela, Diario Clarín, Ámbito Financiero y La Nación de Argentina y O Estado de Sao Paulo y Correio da Manhã de Brasil. También fue corresponsal y columnista de El Comercio de Perú, El Tiempo de Colombia, El Universal de México, El Nuevo Herald de Miami y ¡Éxito! de Chicago.
En 1972 se integró como secretario de redacción de la revista mensual Búsqueda, que se transformaría en semanario.
Es miembro del Instituto de Prensa Internacional (IPI), de la Asociación Mundial de Periódicos (WAN), de la Sociedad de Editores de Diarios de Estados Unidos (ASNE) y de Word Media.

## Actuación pública
Fue director del Centro de Difusión e Información de la Presidencia de Uruguay durante el mandato de Juan María Bordaberry, cargo al que renunció a fines de 1975. 
Arbilla se desempeñó como jefe de prensa de la dictadura uruguaya, y durante su gestión se efectuaron numerosas clausuras de medios de comunicación, y muchos periodistas fueron encarcelados y torturados. Esto incluyó el  secuestro de Carlos Quijano, Carlos Borche, Santiago Puchet y Juan Carlos Onetti. Consultado al respecto en una entrevista, argumentó que, "No era un cargo político, no teníamos ninguna clase de participación política, era un cargo técnico".

## Actuación posterior
En 1997 recibió el reconocimiento del Colegio de Abogados de San Isidro (Buenos Aires) por su "defensa de la libertad de prensa" y en 1999 el reconocimiento de la Universidad de la Comunidad (UNICO) de Guadalajara por su "dedicada labor en defensa de la libertad de expresión en el contenido americano".
Fue presidente de la Sociedad Interamericana de Prensa (SIP), cargo para el cual fue elegido en noviembre de 2000. Integra el Consejo Consultivo de dicha asociación. En el momento del nombramiento de Arbilla como presidente de la SIP el diario La República, la desaparecida revista Posdata y el vespertino Diario de la noche, se desafiliaron de la asociación. Por ese entonces el director de La República mantenía un litigio judicial con Arbilla. Si bien La República anunció que su desvinculación de la SIP duraría mientras Arbilla fuera presidente, nunca volvió a afiliarse.